# Castro de São Lourenço

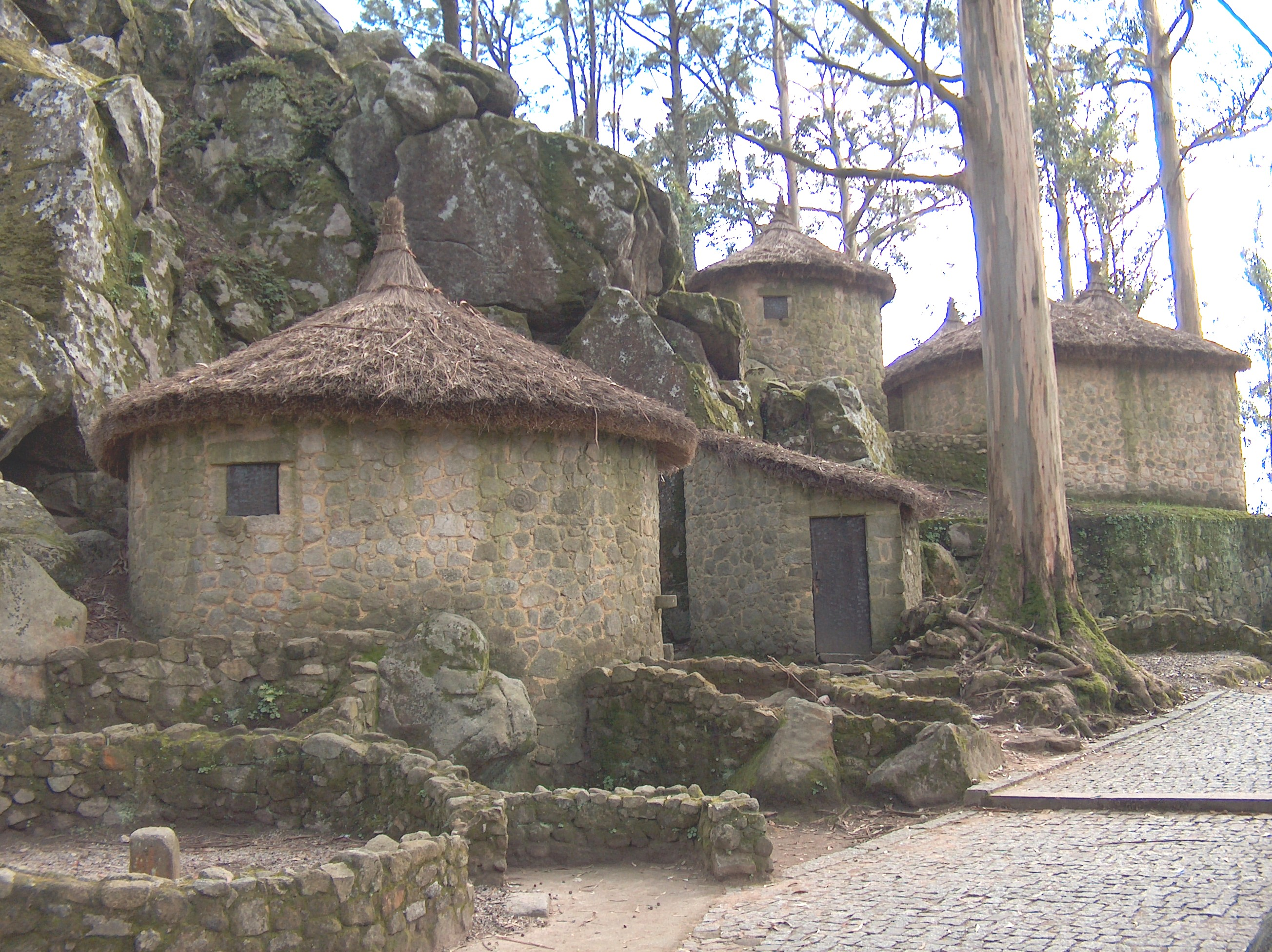
Castro de São Lourenço: vista do caminho de acesso à capela com grupos de casas reconstruídas

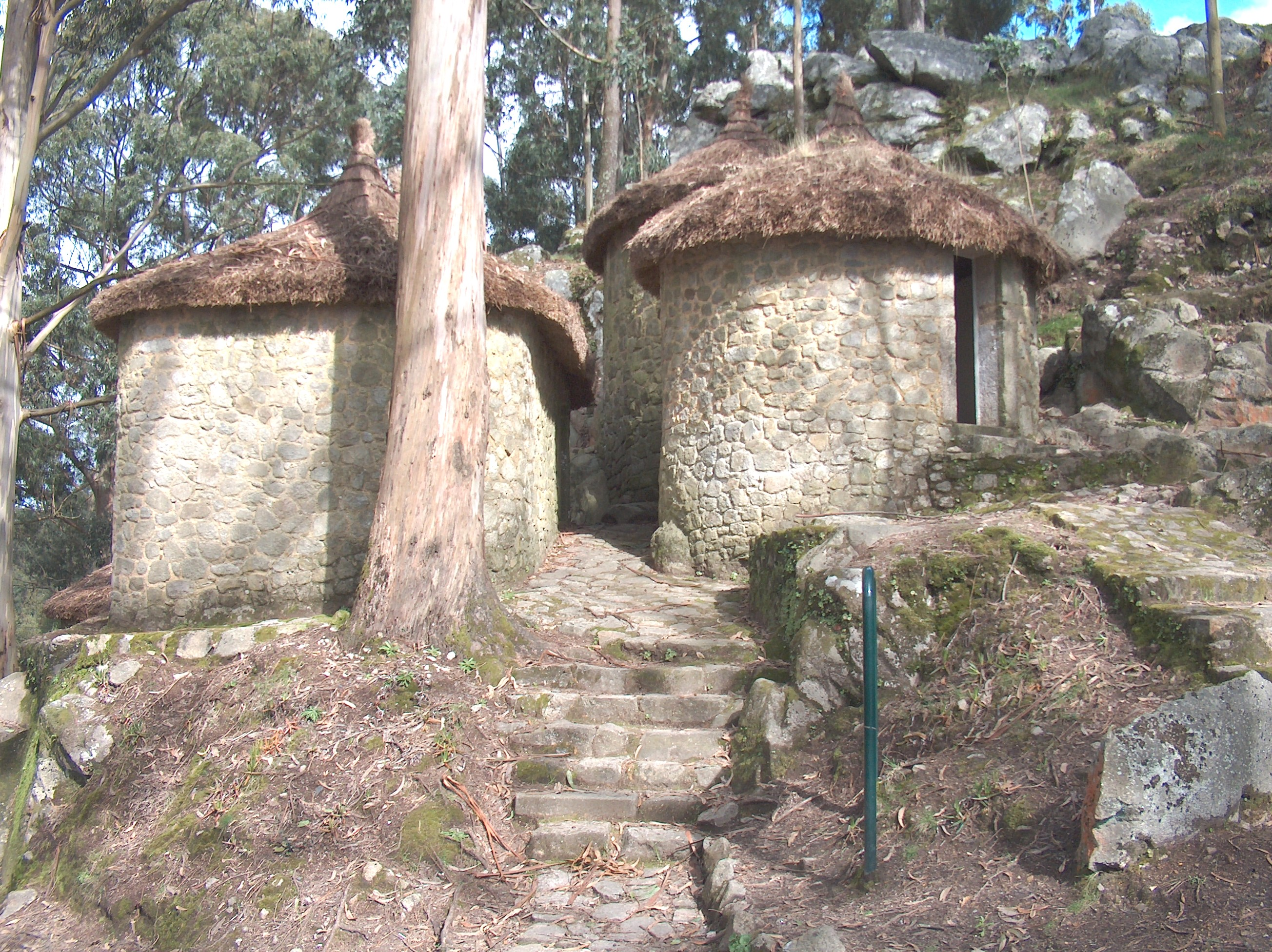
Castro de São Lourenço: setor T com núcleo de 3 casas reconstruídas

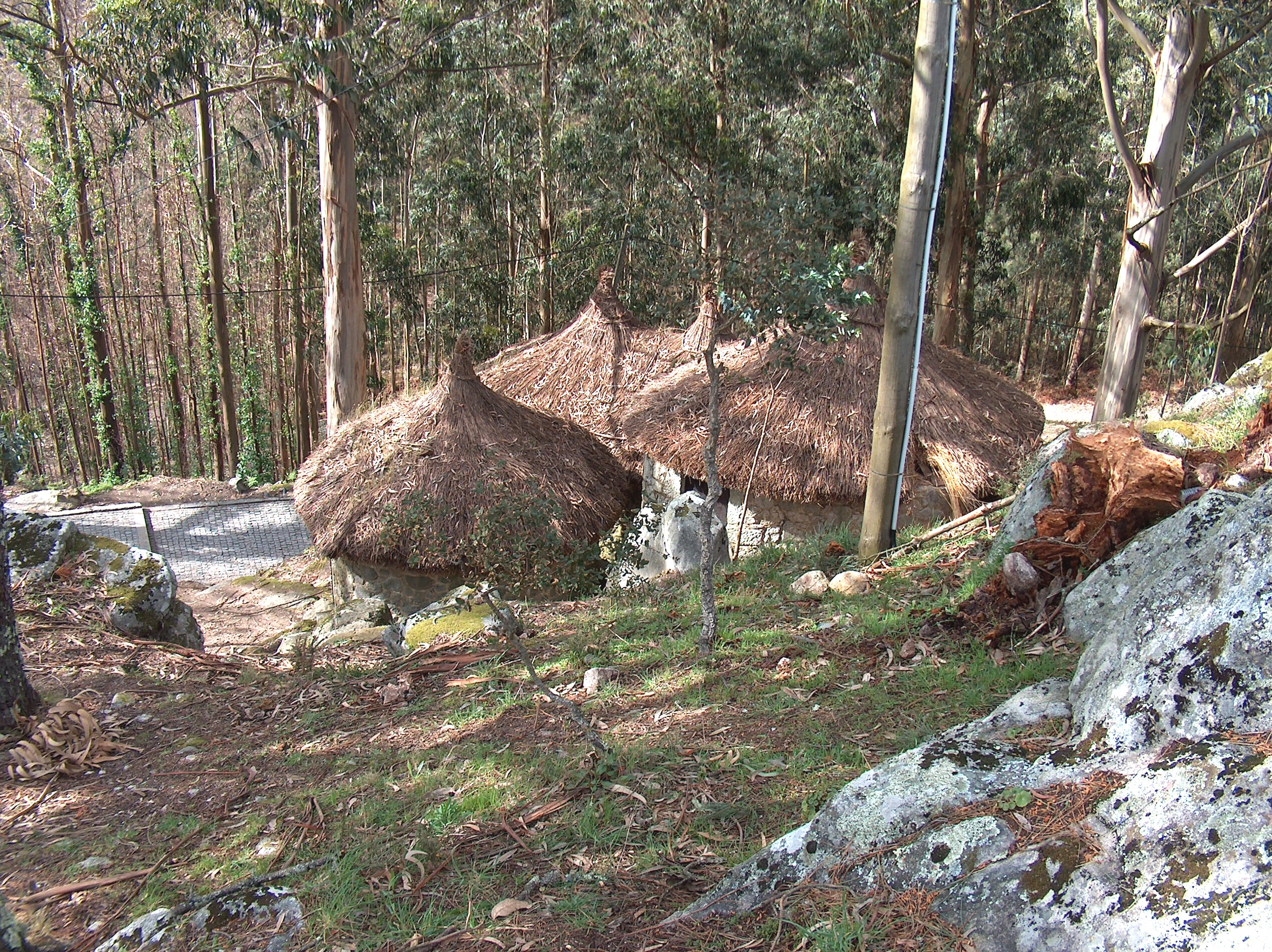
Castro de São Lourenço: vista de cima do setor CV

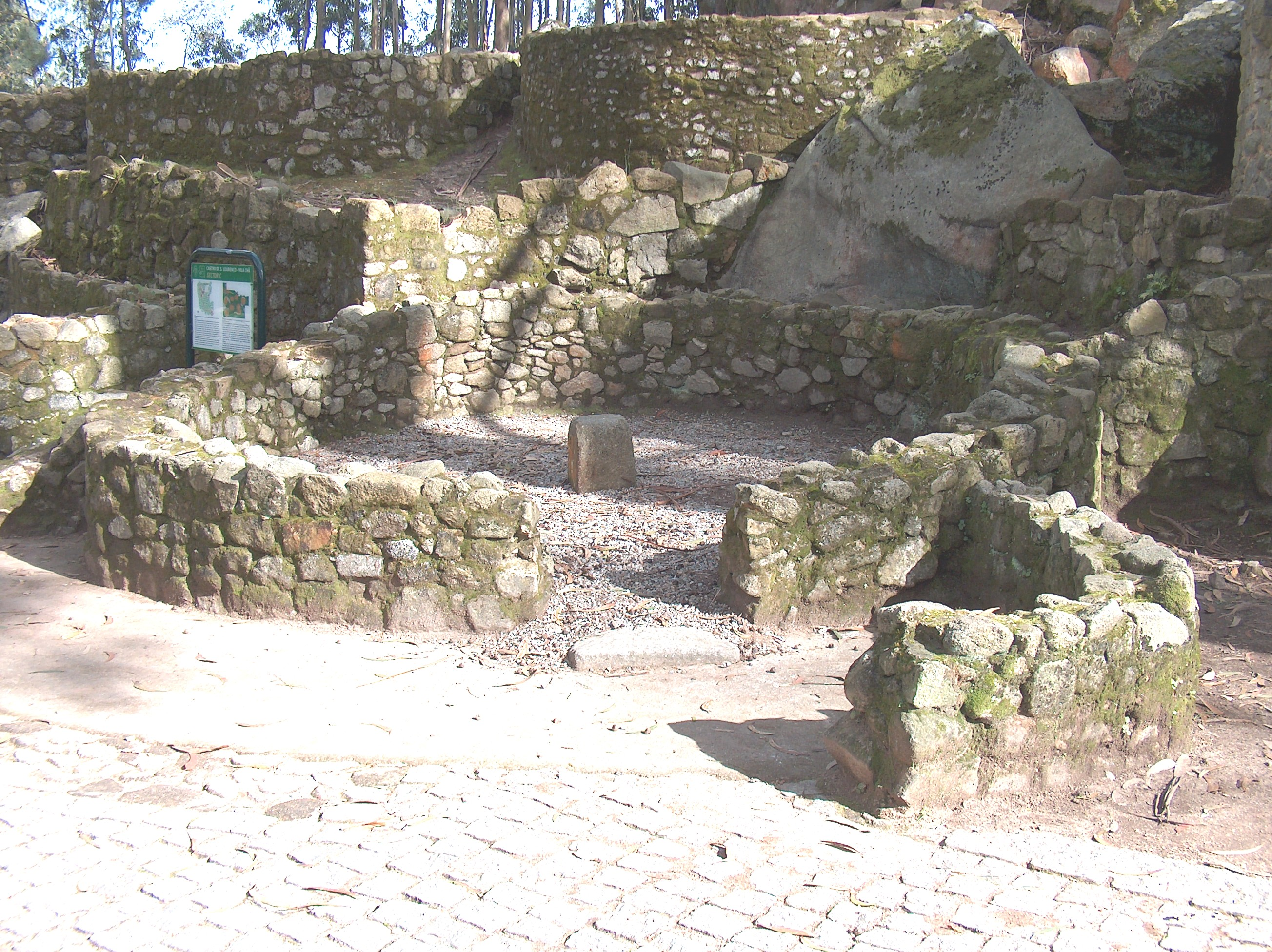
Castro de São Lourenço: casa do tipo "caranguejo", no setor C

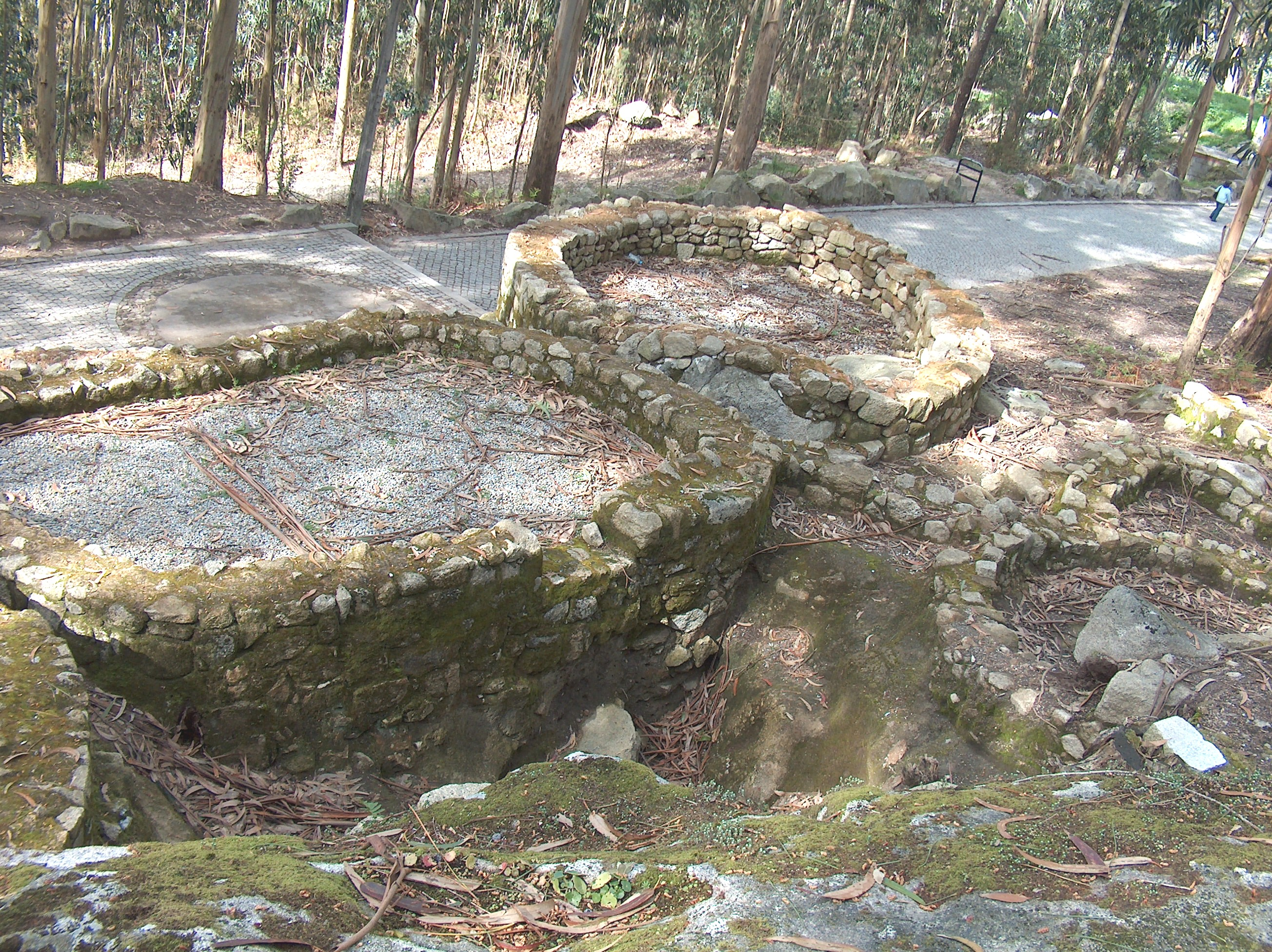
Castro de São Lourenço: setor C, com casa recuperadas em ruínas, tal como há 2000 anos

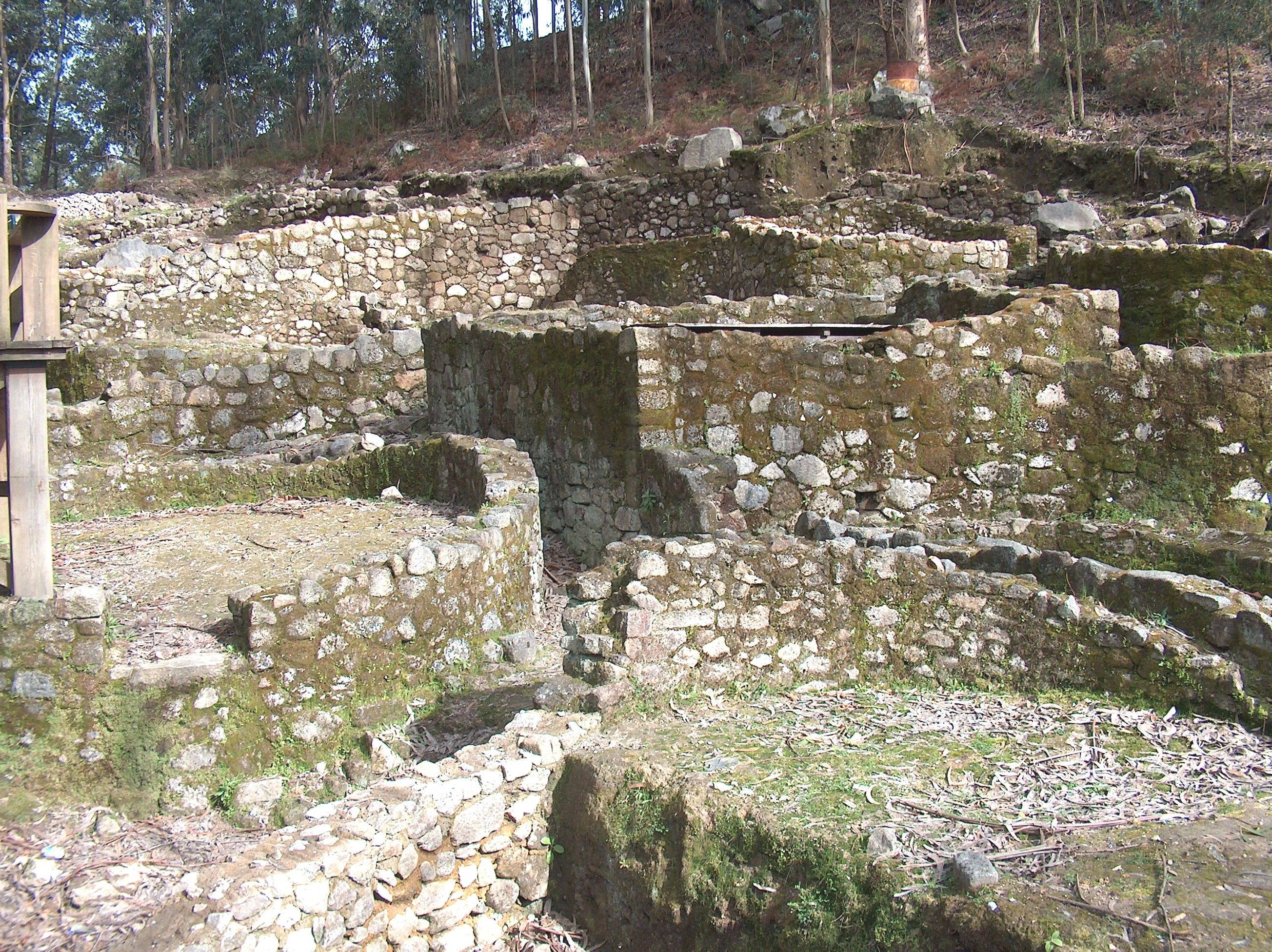
Castro de São Lourenço: setor T, com caminho lajeado entre as casas

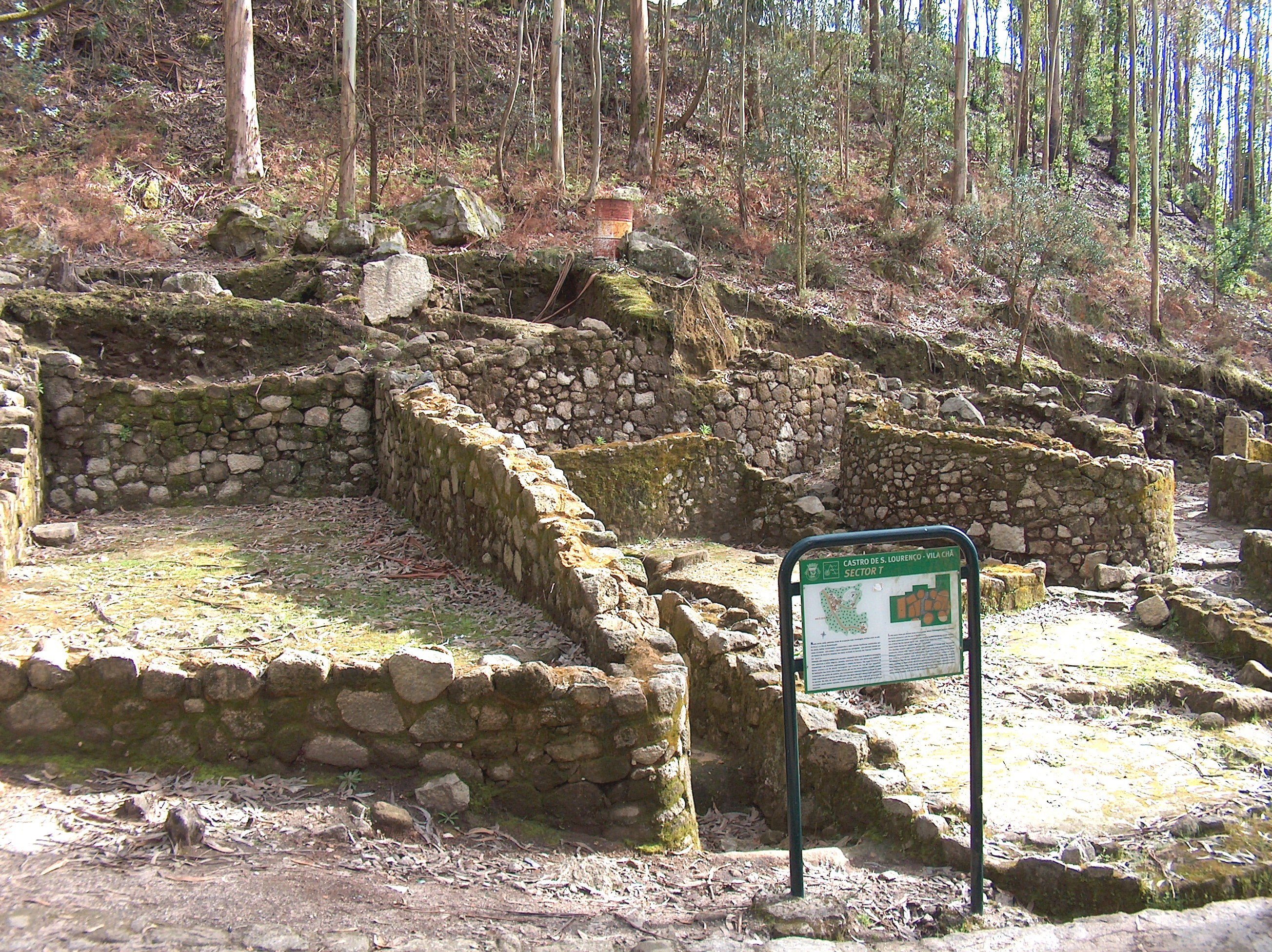
Castro de São Lourenço: setor T

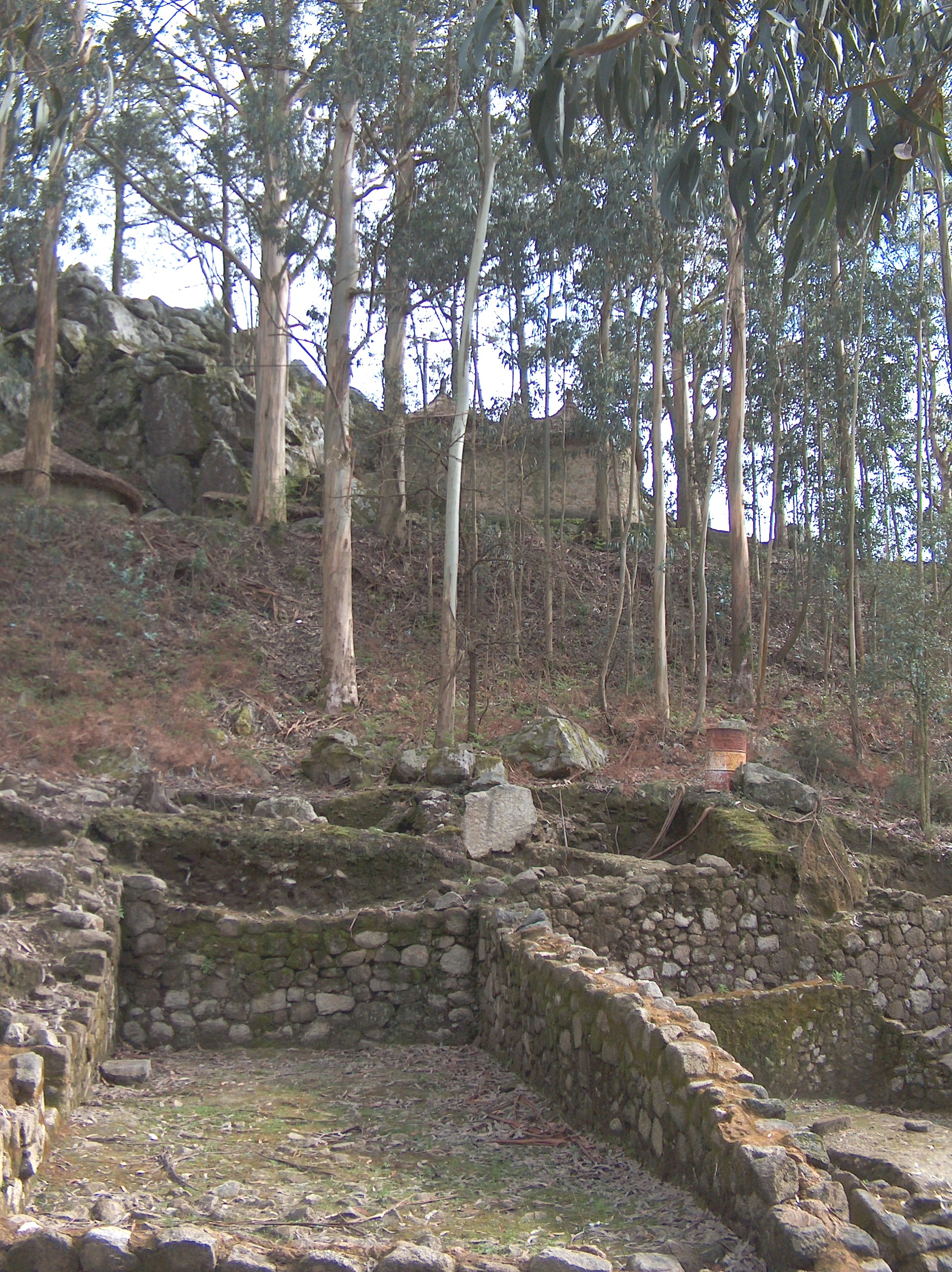
Castro de São Lourenço: setor T

O Castro de São Lourenço localiza-se no monte do mesmo nome, na freguesia de Vila Chã, município de Esposende, distrito de Braga, em Portugal.
Situa-se a uma altura de 200 metros acima do nível do mar, num dos esporões graníticos da arriba fóssil que se estende desde o Monte Faro (Palmeira de Faro) até São Paio de Antas (Esposende).
Encontra-se classificado como Imóvel de Interesse Público pelo Decreto 1/86, publicado no DR nº 2, de 3 de janeiro de 1986.

## As escavações
Neste castro existem zonas que foram ocupadas em épocas diferentes e de formas diferentes. Por esse motivo os arqueólogos dividiram-no em sectores, unicamente por uma questão de melhor se compreender as suas diferenças.
As intervenções arqueológicas, ocorrem até à actualidade, tendo sido iniciadas em 1985. São orientadas pelo Professor Doutor Carlos Alberto Brochado de Almeida, da Faculdade de Letras da Universidade do Porto, com a colaboração de jovens voluntários oriundos de escolas do concelho de Esposende e de diversas universidades portuguesas e europeias. A Câmara, intervém com o apoio logístico, através do seu Pelouro da Cultura.

## Os setores
As intervenções ocorrem um pouco por todo o monte de São Lourenço e dividem-se por setores: A, C, CV, D, E, N, M1, M2 e T.

### Setor C
O setor C (caminho de acesso à capela), terá sido habitado entre o século III-II a. C. Ou até ao quarto século da nossa Era. As casas são circulares ou sub-rectangulares, tendo sido algumas paredes, no seu interior, rebocadas e pintadas a branco ou amarelo e apresentavam um rodapé a cinzento. O chão era coberto com saibro bem amassado e bem calcado. As casas circulares tinham o tecto em forma cónica, cobertas por elementos vegetais, enquanto que as outras mais alongadas  tinham o tecto formado por uma ou duas águas.  No centro de cada casa  acendia-se o lume ou fogueira assim como estava a poste que sustentava o telhado, que sendo de palha era preso por placas de xisto .
Na época da romanização, começou a ser utilizado no telhado a tégula e o ímbrice (telha), que vieram substituir a cobertura vegetal até aí utilizada.
Com a necessidade de aumentar o espaço de cada casa, os seus habitantes começaram a acrescentar-lhe uma espécie de vestíbulo, que os arqueólogos chamam de "caranguejo", pela forma como é aparente. Com a necessidade de separação de famílias que viviam em casas contíguas, foram construídos muros que os separavam as casa em núcleos habitacionais. Entre as diversas casas da mesma família, o chão entre as casas poderia ser coberto por lajes e era utilizado para secagem de cereais ou frutos, além de proporcionarem uma melhor comodidade, formando ruas estreitas.

### Setor CV
O Setor CV (caminho velho), já mais perto da actual capela de São Lourenço mas ainda na encosta Norte, apresenta as casas em patamares de cotas diferentes, sendo esses patamares suportados por muros de sustentação.
Neste sector foram restauradas algumas casas para que mais facilmente seja possível idealizar a forma original, como se formava um núcleo familiar naqueles tempos idos. As casas restauradas correspondem a casas da época da mudança de era. (do século I a. C. para o I d. C.)

### Setor D
Quanto ao setor D, este situa-se à entrada do castro, no início do caminho de acesso à capela. Ali se encontra a muralha castreja e romana, que posteriormente foi reformulada, em época medieval para a protecção das gentes que habitavam o castro.

### Setores E e A
O setor E (escadório) e o Setor A (acrópole), um no lado Norte e o outro no lado Sul da escadaria que dá acesso à capela,  apresentam vestígios de ocupação por casas circulares. Estes locais terão sido ocupados já não na época castreja por habitantes que utilizariam o cume deste monte, para observarem a costa litoral e a foz do rio Cávado, assim como para se defenderem, em épocas posteriores, de ataques dos Viquingues e mouros que por diversas vezes assolaram a região.
É de notar que deste local é possível observar quilómetros e quilómetros da costa marítima. (foi por esta razão que nos séculos XII e XIII se construiu uma muralha em pedra neste monte que serviu como uma espécie de "castelo").

### Setor T
O Setor T (tesouro) foi um dos mais escavados. Este, encontra-se no pequeno vale que dá acesso à antiga pedreira, que se encontra a meio da encosta, cujo caminho de acesso a este acabou por destruir uma parte deste sector. Aqui, foram encontradas cerâmicas de diversas épocas e contextos culturais, sendo que as peças de maior destaque são as cerâmicas gregas, do século IV a.C.encontrada no sector T. Ainda aqui, foi encontrado um conjunto importante de moedas romanas em prata (denários), pertencentes à época de Augusto e de Tibério.

### Setores M1 e M2
Os setores M1 e M2 (mar), encontram-se a meio da encosta e são formados por dois núcleos habitacionais formados por casas circulares e sub-rectangulares, com lajeado a cobrir o caminho entre as habitações. Aqui foi encontrado outro tesouro de moedas, pertencentes à época da República Romana.

## O material encontrado
Os materiais mais antigos encontrados até ao presente, que se tenha conhecimento datam do Calcolítico, a atestar a presença de alguns fragmentos de vasos (recipientes abertos) com decoração incisa metopada, do tipo "Penha".
O material arqueológico exumado nas diversas intervenções arqueológicas ocorridas encontra-se sob a guarda dos Serviços de Arqueologia da Câmara Municipal de Esposende, estando o mais significativo exposto no Museu Municipal de Esposende, na cidade de Esposende.
Dentre esse material, pode-se encontrar milhares de fragmentos de cerâmicas indígenas, sendo muitos deles ricamente decorados, cerâmicas romanas, de produção local e importadas, nomeadamente as terra sigillatas e as famosas ânforas, dentre as mais importantes as famosas ânforas Haltern 70 vindas dos mais longínquos locais do Império Romano.
Vidros, moedas e utensílios (pontas de lança, foices, facas, badalos, etc) usados nas diversas actividades, em ferro e bronze, assim como fíbulas (fivelas) e alfinetes (Actuss) de cabelo, estão patentes nas diversas vitrines do Museu Municipal de Esposende, onde este material está exposto.